# Luchthaven Kigali Internationaal
Luchthaven Kigali Internationaal (IATA: KGL, ICAO: HRYR), voorheen Luchthaven Gregoire Kayibanda Internationaal, soms aangeduid als Luchthaven Kanombe Internationaal, is de internationale luchthaven van de Rwandese hoofdstad Kigali. Het is de belangrijkste toegangspoort via de lucht voor alle bestemmingen in het land en dient bovendien als doorvoerluchthaven voor Goma en Bukavu in het oosten van de Democratische Republiek Congo.

## Locatie
De luchthaven ligt in de buitenwijk Kanombe, aan de oostelijke rand van Kigali, ongeveer 5 kilometer met de auto, ten oosten van het centrale zakendistrict van de stad Kigali.

## Geschiedenis
De luchthaven van Kigali was een strategisch punt tijdens de Rwandese burgeroorlog van 1990 tot 1993. Het was immers de enige eenvoudige weg in en uit het land. 
De luchthaven had twee landingsbanen maar als onderdeel van het vredesakkoord van Arusha in 1993 werd een van beide banen gesloten op vraag van toenmalige guerrillabeweging RPF.
Op 6 april 1994 werd bij de luchthaven het vliegtuig van de president van Rwanda, Juvénal Habyarimana, neergehaald. Deze aanslag was de directe aanleiding van de Rwandese Genocide.

## Heden
De luchthaven is de thuisbasis van RwandAir. In 2013 werden bijna 600.000 passagiers gehaald op jaarbasis. De luchthaven wordt bediend door Brussels Airlines voor een verbinding met Brussels Airport en door KLM voor een verbinding met Schiphol. Ook Turkish Airlines, Qatar Airways, Kenya Airways en Ethiopian Airlines hebben lijnvluchten naar de luchthaven.
Er bestaan plannen om de luchthaven, waar de insluiting door bewoning geen groei meer toelaat van de terminal evenmin als het terug in gebruik nemen van een tweede landingsbaan, te vervangen door Bugesera International Airport, een nieuwe luchthaven die zo'n dertig kilometer ten zuidoosten van Kigali gebouwd zou worden. 

## Bestemmingen
De volgende bestemmingen worden aangevlogen vanaf Kigali:
| Maatschappij       | Bestemmingen |
| ------------------ | --- |
| Brussels Airlines  | Brussel (via Entebbe) |
| Egyptair           | Caïro (via Entebbe) |
| Ethiopian Airlines | Addis Abeba |
| Kenya Airways      | Nairobi |
| KLM                | Amsterdam (via Entebbe) |
| RwandAir           | Brussel, Bujumbura, Dar es Salaam, Doha, Douala, Dubai (DXB), Entebbe, Harare, Johannesburg (JNB), Kilimanjaro, Lagos, Lusaka, Mombassa, Nairobi, Parijs (CDG) |
| Turkish Airlines   | Istanboel (IST) (via Entebbe) |

Nyamata ·
Butare ·
Cyangugu ·
Gisenyi ·
Kigali ·
Nemba ·
Ruhengeri